# Смош (река)
Смош (укр. Смош) — левый приток реки Удай, протекающий по Прилукскому району Черниговской области Украины.

## География
Длина — 35 км. Площадь водосборного бассейна — 557 км². Русло реки в среднем течении (севернее села Ряшки) находится на высоте м над уровнем моря — 115,5 м, в верхнем течении (село Иваница) — 124,1 м.
Река течёт с севера на юг, а в среднем течении отклоняется в юго-западном направлении. Река берёт начало на северной окраине пгт Парафиевка. Впадает в реку Удай южнее села Смош.
Долина трапециевидная, шириной до 3,5 км. Пойма шириной до 400 м. Русло слаборазвитое, шириной до 10 м. На реке, преимущественно в верхнем течении, и её притоках есть множество крупных и средних по площади прудов. В верхнем течении (между сёлами Иваница и Власовка) есть участок с выпрямленным руслом. На протяжении всей длины реки пойма заболоченная с тростниковой и луговой растительностью.
В пойме реки в нижнем течении расположен Ряшковский гидрологический заказник местного значения (площадь 425 га), в среднем течении — Коневщинский гидрологический заказник местного значения (площадь 308 га), в верхнем течении — национальный историко-культурный заповедник Качановка (площадь 700 га). Заказники созданы для охраны водно-болотных угодий в пойме реки.

## Притоки
От истока к устью; расстояние от устья основной реки к месту впадения (км)
1. Ольшанка п 5,9
2. Балка Середина
3. Гмырянка (Городня) п 13 (приток балка Грузский Яр)
4. Иваница (Верескуны) л 21
5. Ржавец (Пустовский Яр) п 23

Согласно изданию «Чернігівщина: Енциклопедичний довідник», притоки: Городня, Дубогрызовка, Иваница, Ивашцы, Йонивщина,Копытцы, Кислицкое Озерцо, Ольшанка, Парафиевка, Ржавец

## Населённые пункты
Населённые пункты на реке от истока к устью: пгт Парафиевка, Власовка, Петрушовка, Ковтуновка, Иваница, Иценков, Щуровка; Ряшки, Смош.